# Chiesa di Santa Maria Nascente (Marradi)
La chiesa di Santa Maria Nascente si trova nel comune di Marradi.
L'abbazia, già documentata nel 1097, fu aggregata nel 1112 all'Ordine Vallombrosano e infine secolarizzata nella prima metà del XVII secolo.
Appartiene alla chiesa un'interessante tavola frammentaria con la Madonna col Bambino in trono e due angeli, attribuita a Jacopo del Casentino.